# 이와소

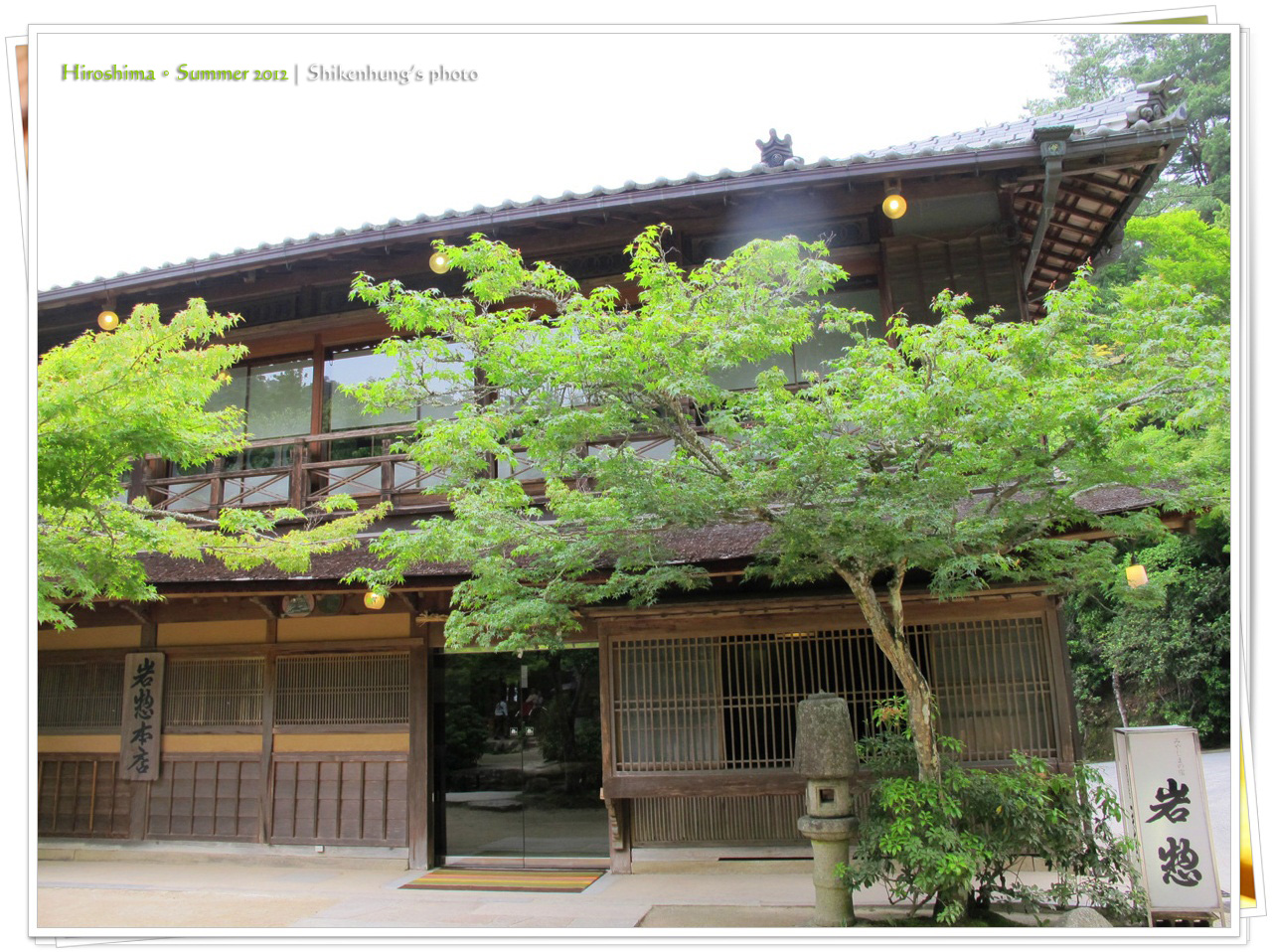
이와소 현관

미야지마노야도 이와소(일본어: みやじまの宿 岩惣)는 일본 히로시마현 하쓰카이치시 이쓰쿠시마섬에 있는 료칸이다. 모미지다니 공원 입구에 있으며 이쓰쿠시마 신사와는 도보 3분 거리에 있다.